# Rafael Adame
Rafael Adame Gómez (Jalisco, 11 settembre 1905 – 1963) è stato un compositore, chitarrista e violoncellista messicano.

## Biografia
Nel 1923 si trasferì a Città del Messico per studiare al Conservatorio Nazionale di Musica. Fra le figure principali nella formazione e nella maturazione artistica di Adame vi fu Julián Carrillo, il più autorevole teorico dello scenario musicale messicano (fra i teorizzatori del sistema microtonale) e fondatore del Gruppo 13, cui lo stesso Adame entrerà a far parte. Nel dicembre 1924 divenne il primo chitarrista a diplomarsi in un conservatorio messicano. Proseguendo la sua approfondita formazione, nel 1929 conseguì anche i diplomi in violoncello e composizione.

Agli anni '20 risalgono alcune composizioni di Adame di notevole importanza, in quanto si tratta dei primi lavori di musica microtonale (Capricho, preludi Transición e Armónico 7) scritti per chitarra. Nel 1930 compose la sua principale opera, un Concierto per chitarra e orchestra che risulta ad oggi essere il primo del XX secolo. Al 1929 risale un Concertino per violoncello e orchestra. Nella sua musica chitarristica, Adame si fa interprete di un moderato nazionalismo musicale, molto diffuso in Messico a quei tempi, che mirava ad un inglobamento - all'interno di una musica indubbiamente "colta" - dei materiali musicali della tradizione popolare messicana; risulta significativa da questo punto di vista l'amicizia di Adame con Manuel Ponce. Un esempio di questa riuscita sintesi è il suo Cuarteto No. 1 estilo “Mariache".
Come concertista continuò ad esibirsi molti anni nelle più importanti manifestazione musicali del paese. Nel 1959 subì un grave attacco cardiaco che peggiorò molto le sue condizioni; morì nel 1963.

## IlConcierto Clásico
Il concerto per chitarra e orchestra è rimasto per molti decenni in totale oblio, come tutta l'opera del suo compositore. Una fortunata esibizione del 1997 del chitarrista Manuel Rubio lo impose all'attenzione dei musicologi, venendo riconosciuto come il primo esempio di concerto per chitarra e orchestra composto nel XX secolo - "primato" che prima veniva attribuito al Concerto in Re op.99 di Mario Castelnuovo-Tedesco (1939). Adame stesso ne diede la prima esecuzione pubblica nel luglio 1930. Nelle diverse occasioni in cui ripropose la sua composizione, la presentò con titoli differenti; quello comunemente utilizzato per identificarla è Concierto Clásico.

## Fonti
- Rafael Adame y el primer concierto para guitarra y orquesta del siglo XX, saggio del musicologo Alejandro L. Madrid.
- La scoperta del Concerto di Adame, articolo di Angelo Gilardino.

| Controllo di autorità | VIAF (EN) 63655317 · LCCN (EN) no2001023811 |